# Yanagi Nagi
Yanagi Nagi (やなぎ なぎ sinh ngày 31 tháng 5 năm 1987) là một ca sĩ kiêm sáng tác bài hát người Nhật đến từ vùng Kinki của Nhật Bản và hiện đang làm việc theo hợp đồng với NBCUniversal (tên lúc trước là Geneon). Buổi đầu sự nghiệp, cô hát và sáng tác âm nhạc độc lập từ năm 2005. Từ năm 2009 đến 2011, Yanagi là ca sĩ khách mời trong nhóm nhạc supercell. Yanagi hợp tác với nhà soạn nhạc Maeda Jun của Key Sounds Label để sản xuất album chủ đề Owari no Hoshi no Love Song, phát hành vào tháng 4 năm 2012. Yanagi ra mắt đĩa đơn đầu tay của cô, "Vidro Moyō", vào tháng 2 năm 2012, được sử dụng làm ca khúc kết thúc mỗi tập phim của anime truyền hình Ano Natsu de Matteru; và đến nay cô đã phát hành được tám đĩa đơn. Album đầu tay chính thức của Yanagi là Euaru ra mắt tháng 7 năm 2013. 

## Sự nghiệp
Yanagi Nagi bắt đầu đăng những phiên bản hát lại (cover) của các ca khúc trực tuyến từ năm 2005, và bắt đầu sản xuất dự án nhạc dōjin đầu tiên vào năm 2006 dưới tên CorLeonis. Cô đã ra mắt bốn album phòng thu riêng lẻ: EN (2006), Leonis (2007), Freirinite (2008) và Oort no Yume (オールトの夢) (2010). Leonis chỉ được phát hành trực tuyến qua website của Yanagi. Hai nhạc phẩm khác ra mắt tiếp sau đó vào năm 2011: đĩa đơn "Hyōka no Kuni" (氷下の国) và các bài hát hay nhất trong album Ame no Umi (雨の海). Tháng 5 năm 2006, cô và nữ ca sĩ Annabel hợp thành bộ đôi âm nhạc Binaria. Từ năm 2007 đến 2011, Binaria phát hành hai mini-album (Alhaja (2007) và Forma (2007)), một album chọn lọc các bài hát hay nhất (Sonido (2010)), và bốn đĩa đơn ("Epoca" (2008), "Alba" (2009), "Delightful Doomsday" (2010) và "Nachtflug" (2011)). Binaria còn hợp tác với ca sĩ Cassini để ra mắt đĩa đơn "Rueda" (2007). Vào tháng 1 năm 2007, Yanagi thành lập đơn vị nhạc Inochi Kokonotsu cùng nhà soạn nhạc KTG (viết tắt của Ken The Garage), và nhóm chỉ phát hành một album duy nhất, Tortoiseshell (トーティシェル), vào ngày 29 tháng 4 năm 2007 trước khi giải tán vào tháng 6 cùng năm.

Những tháng đầu năm 2007, Yanagi bắt đầu gửi các bản cover trực tuyến lên website chia sẻ video Nico Nico Douga dưới nghệ danh Gazelle. Khoảng một ngày sau khi nhạc sĩ Ryo của supercell tải lên bài hát đầu tiên của nhóm là "Melt" vào tháng 12 năm 2007, Yanagi đã tải lên phiên bản do cô trình bày lại từ ca khúc này. Yanagi, vốn tự nhận mình là người hâm mộ các nhạc phẩm của Ryo, đã liên lạc với anh và hai người trò chuyện về khả năng hợp tác vào một ngày nào đó. Ryo, người cũng hâm mộ giọng ca của Yanagi từ trước khi cô tải lên Nico Nico Douga bản cover cho bài hát của anh, đã mời cô làm ca sĩ cho đĩa đơn đầu tay của supercell là "Kimi no Shiranai Monogatari" (2009). Yanagi tiếp tục là ca sĩ chính của supercell cho đến năm 2011, và trong thời gian đó cô thể hiện hai đĩa đơn khác vào năm 2010—"Sayonara Memories" và "Utakata Hanabi / Hoshi ga Matataku Konna Yoru ni"—và album phòng thu thứ hai của supercell với nhan đề Today Is A Beautiful Day (2011). 

Năm 2011, Yanagi thể hiện hai ca khúc Original SoundTrack cho visual novel Rewrite của hãng Key, phát hành dưới dạng album nhạc bởi Key Sounds Label. Yanagi đã hợp tác với Maeda Jun của Key và cho ra mắt album chủ đề nguyên bản Owari no Hoshi no Love Song (終わりの惑星のLove Song) vào ngày 25 tháng 4 năm 2012. Một đĩa đơn trích từ album, "Killer Song", được phát hành tại Comiket 81 vào ngày 29 tháng 12 năm 2011. Yanagi trở thành ca sĩ solo dưới thỏa thuận hợp đồng của Geneon, hiện nay đổi tên thành NBCUniversal, và ra mắt đĩa đơn đầu tay "Vidro Moyō" (ビードロ模様) vào ngày 29 tháng 12 năm 2012. "Vidro Moyō" được sử dụng là bài hát chủ đề kết thúc mỗi tập của bộ anime truyền hình Ano Natsu de Matteru vào năm 2012. Đĩa đơn thứ hai của Yanagi, "Ambivalentidea", phát hành ngày 6 tháng 6 năm 2012; ca khúc tựa đề đĩa đã được dùng làm nhạc phẩm kết thúc mỗi tập phim của anime truyền hình Jormungand cũng phát sóng năm 2012. Đĩa đơn thứ ba của cô là "Laterality" (ラテラリティ) đã phát hành vào ngày 7 tháng 11 năm 2012; và ca khúc tựa đĩa tiếp tục là bài hát kết thúc mỗi tập trong phần hai của Jormungand là Jormungand: Perfect Order. 

Yanagi ra mắt đĩa đơn thứ tư, "Zoetrope", vào ngày 30 tháng 1 năm 2013; ca khúc tựa đĩa được dùng làm bài hát mở đầu mỗi tập anime truyền hình Amnesia phát sóng cùng năm. Yanagi phát hành "Yukitoki" (ユキトキ) là đĩa đơn thứ năm vào ngày 17 tháng 4 năm 2013; bài hát được chọn là ca khúc mở đầu mỗi tập của anime Yahari Ore no Seishun Rabu Kome wa Machigatteiru. phát sóng cùng năm. Album đầu tay của Yanagi với nhan đề Euaru (エウアル) đã phát hành vào ngày 3 tháng 7 năm 2013. Yanagi tiếp tục ra mắt đĩa đơn thứ sáu là "Aqua Terrarium" (アクアテラリウム) vào ngày 20 tháng 11 năm 2013; bài hát được dùng làm nhạc phẩm kết thúc thứ nhất của bộ anime cùng năm, Nagi no Asukara. Đĩa đơn thứ bảy của Yanagi, "Mitsuba no Musubime" (三つ葉の結びめ), phát hành ngày 19 tháng 2 năm 2014; bài hát tiếp tục là nhạc phẩm kết thúc thứ hai của Nagi no Asukara. Đĩa đơn thứ tám của Yanagi, "Tokohana" (トコハナ), phát hành ngày 4 tháng 6 năm 2014; bài hát được chọn làm ca khúc kết thúc mỗi tập bộ anime truyền hình Black Bullet phát sóng cùng năm. Ngày 2 tháng 7 năm 2014, Yanagi phát hành đĩa đơn giới hạn "Esse" dưới dạng kỹ thuật số, có thể tải về từ iTunes và các trang trực tuyến khác.
Album solo thứ hai của Yanagi Polyomino (ポリオミノ) được phát hành vào ngày 10 tháng 12 năm 2014. Đĩa đơn thứ 9 của cô "Sweer Track" phát hành ngày 24 tháng 12 năm 2014. Yanagi phát hành đĩa đơn thứ 10 "Foe" ngày 18 tháng 3 năm 2015. Đĩa đơn thứ 11 của cô "Harumodoki" (春擬き) được phát hành ngày 3 tháng 6 năm 2015; là ca khúc mở đầu của mỗi tập anime truyền hình My Teen Romantic Comedy SNAFU: Zoku. Yanagi phát hành đĩa đơn thứ 12 của mình "Orarion" (オラリオン) vào ngày 9 tháng 12 năm 2015; bài hát là ca khúc kết thúc của anime truyền hình Seraph of The End: Battle in Nagoya. Đĩa đơn thứ 13 của Yanagi "Kazakiri" (カザキリ) được phát hành ngay 24 tháng 2 năm 2016; Ca khúc được sử dụng làm nhạc mở đầu của anime truyền hình Norn9.
Yanagi đã phát hành album solo thứ ba của mình "Follow My Tracks" vào ngày 20 tháng 4 năm 2016. Đĩa đơn thứ 14 của cô "Meimoku no Kanata" (瞑目の彼方) sẽ được phát hành vào ngày 31 tháng 8 năm 2016; ca khúc được lựa chọn làm nhạc phẩm kết thúc của anime truyền hình Berserk.

## Tài năng
Yanangi Nagi được ca ngợi là sở hữu giọng ca trong sáng, trữ tình và mềm mại. Nhà thiết kế Usa Yoshiki của supercell chia sẻ: "Tôi có ấn tượng mạnh [với Yanangi] về một giọng hát ngọt ngào, nhưng cùng lúc tôi cũng cảm nhận được sự mong manh ẩn chứa." Nhạc sĩ Ryo nhận xét Yanagi có một âm vực rộng, một giọng ca falsetto mà mượt mà. Yanagi chịu ảnh hưởng mạnh của Arai Akino, bên cạnh đó cô cũng yêu thích nhóm nhạc múm của dòng nhạc electronica. Cô chia sẻ rằng mình thích nghe nhạc điện tử nhưng không có khả năng trình bày tốt, và như vậy cô muốn thể hiện hết mình trong vai trò là ca sĩ J-pop.

## Vai lồng tiếng

### Video game
- NORN9 ~Norn + Nornette~ vai Aion

## Danh sách đĩa nhạc

### Album

#### Album phòng thu
| 2006                                   | EN - Phát hành: 13 tháng 8 năm 2006 - Nhãn đĩa: CorLeonis - Định dạng: CD                                                             | — |
| 2007                                   | Leonis - Phát hành: 21 tháng 3 năm 2007 - Nhãn đĩa: CorLeonis - Định dạng: Web album                                                  | — |
| 2008                                   | Freirinite - Phát hành: 9 tháng 3 năm 2008 - Nhãn đĩa: CorLeonis - Định dạng: CD                                                      | — |
| 2010                                   | Oort no Yume - Phát hành: 5 tháng 5 năm 2010 - Nhãn đĩa: CorLeonis - Định dạng: CD                                                    | — |
| 2012                                   | Owari no Hoshi no Love Song - Phát hành: 25 tháng 4 năm 2012 - Nhãn đĩa: Flaming June (FJMC-0002, FJMC-0003) - Định dạng: CD, CD+DVD  | 6 |
| 2013                                   | Euaru - Phát hành: 3 tháng 7 năm 2013 - Nhãn đĩa: Geneon (GNCA-1376, GNCA-1377, GNCA-1378) - Định dạng: CD, CD+DVD, CD+BD             | 4 |
| 2014                                   | Polyomino - Phát hành: 10 tháng 12 năm 2014 - Nhãn đĩa: Geneon (GNCA-1421, GNCA-1422, GNCA-1423) - Định dạng: CD, CD+DVD, CD+BD       | 7 |
| 2016                                   | Follow My Tracks - Phát hành: 20 tháng 4 năm 2016 - Nhãn đĩa: Geneon (GNCA-1477, GNCA-1478, GNCA-1479) - Định dạng: CD, CD+DVD, CD+BD | 7 |
| "—" biểu thị phát hành không xếp hạng. | |   |

#### Album tổng hợp
| 2011                                   | Ame no Umi - Phát hành: 6 tháng 9 năm 2011 - Nhãn đĩa: CorLeonis - Định dạng: CD | — |
| "—" biểu thị phát hành không xếp hạng. |                                                                                  |   |

### Đĩa đơn
| 2011                                   | "Hyōka no Kuni"           | —      |                             |
| 2011                                   | "Killer Song"             | —      | Owari no Hoshi no Love Song |
| 2012                                   | "Vidro Moyō"              | 11     | Euaru                       |
| 2012                                   | "Ambivalentidea"          | 23     | Euaru                       |
| 2012                                   | "Laterality"              | 20     | Euaru                       |
| 2013                                   | "Zoetrope"                | 13     | Euaru                       |
| 2013                                   | "Yukitoki"                | 17     | Euaru                       |
| 2013                                   | "Aqua Terrarium"          | 22     | "Polyomino"                 |
| 2014                                   | "Mitsuba no Musubime"     | 27     | "Polyomino"                 |
| 2014                                   | "Tokohana"                | 12     | "Polyomino"                 |
| 2014                                   | "Esse" (đĩa đơn giới hạn) | —      |                             |
| 2014                                   | "Sweet Track"             | 68     | "Follow My Tracks"          |
| 2015                                   | "Foe"                     | 50     | "Follow My Tracks"          |
| 2015                                   | "Harumodoki"              | 8      | "Follow My Tracks"          |
| 2015                                   | "Orarion"                 | 22     | "Follow My Tracks"          |
| 2016                                   | "Kazakiri"                | 30     | "Follow My Tracks"          |
| 2016                                   | "Meimoku no Kanata"       | [ 38 ] |                             |
| "—" biểu thị phát hành không xếp hạng. |                           |        |                             |

### Video ca nhạc
| Năm  | Bài hát                     |
| ---- | --------------------------- |
| 2011 | "Killer Song"               |
| 2012 | "Vidro Moyō"                |
| 2012 | "Owari no Sekai Kara"       |
| 2012 | "Muteki no Soldier"         |
| 2012 | "Last Smile"                |
| 2012 | "Hibuki Yama no Mahōtsukai" |
| 2012 | "Ambivalentidea"            |
| 2012 | "Laterality                 |
| 2013 | "Zoetrope"                  |
| 2013 | "Yukitoki"                  |
| 2013 | "Aqua Terrarium"            |
| 2014 | "Mitsuba no Musubime"       |
| 2014 | "Tokohana"                  |
| 2014 | "Sweet Track"               |
| 2015 | "Foe"                       |
| 2015 | "Harumodoki"                |
| 2015 | "Orarion"                   |
| 2016 | "Kazakiri"                  |
| 2016 | "Meimoku no Kanata"         |

### Các album khác có sự tham gia
| Năm  | Bài hát                                             | Album                              | Ghi chú | Tham khảo |
| ---- | --------------------------------------------------- | ---------------------------------- | --- | --------- |
| 2011 | "Hitoshizuku"                                       | Zone Tribute: Kimi ga Kureta Mono  | Album tưởng nhớ dành cho ban nhạc Zone. "Hitoshizuku" là cover đĩa đơn năm 2002 của Zone. | [ 39 ]    |
| 2011 | "Koibumi" "Itsuwaranai Kimi e"                      | Rewrite Original SoundTrack        | Soundtrack trong visual novel Rewrite của Key. Hai bài này đều có phiên bản đầy đủ và ngắn. Ngoài ra nhạc phẩm "Koiuta" trong album này cũng do Yanagi phối âm, có giai điệu tương tự "Koibumi". | [ 11 ]    |
| 2011 | "Little Forest" "Reply"                             | Branch                             | Album phối lại các nhạc phẩm trong Rewrite | [ 40 ]    |
| 2012 | "Dr. Schrodinger, tell me please? (Mikoto's Theme)" | Time Travelers Original SoundTrack | Soundtrack trong video game Time Travelers của Level-5; soạn bởi Sakamoto Hideki. | [ 41 ]    |
| 2012 | "Koibumi" "Itsuwaranai Kimi e"                      | circle of fifth                    | Album tổng hợp những bài hát được Orito Shinji sáng tác. | [ 42 ]    |
| 2012 | "Koibumi"                                           | Dye Mixture                        | Album phối lại các nhạc phẩm trong Rewrite và fan disc Rewrite Harvest festa! | [ 43 ]    |